# Hampton (Connecticut)
Hampton város az USA Connecticut államában, Windham megyében. Lakosainak száma 1728 fő (2020. április 1.).

## Népesség
A település népességének változása:
| Lakosok száma | 1758 | 1863 | 1728 |
|               | 2000 | 2010 | 2020 |